# Matteo Di Giusto
 (décembre 2023).
Matteo Di Giusto, né le 18 août 2000 à Wetzikon en Suisse, est un footballeur suisse, qui évolue au poste de milieu offensif au FC Lucerne.

## Biographie

### En club
Né à Wetzikon en Suisse, Matteo Di Giusto est formé par le FC Zurich. Il fait sa première apparition en professionnel le 24 août 2019 lors d'une rencontre de Super League contre le BSC Young Boys. Il entre en jeu ce jour-là à la place de Assan Ceesay et son équipe s'incline par quatre buts à zéro.
Matteo Di Giusto rejoint le FC Vaduz à l'été 2020. Le transfert est annoncé dès le 1er mai 2020 et il signe un contrat courant jusqu'en juin 2023.
Il joue son premier match pour Vaduz le 27 août 2020, lors d'une rencontre qualificative pour la Ligue Europa 2020-2021 face aux maltais du Hibernians FC. Il entre en jeu et son équipe s'incline (0-2 score final).
Lors de l'été 2022, Matteo Di Giusto rejoint le FC Winterthour. Il signe un contrat courant jusqu'en juin 2026,. En juillet 2025, le club annonce son départ pour un autre club de Super League : le FC Lucerne, il a signé un contrat allant jusqu'en 2028 avec le club de Suisse central,.

### En sélection
Matteo Di Giusto représente l'équipe de Suisse des moins de 17 ans entre 2016 et 2017. Il joue deux matchs et marque un but avec cette sélection.
Matteo Di Giusto joue son premier match avec l'équipe de Suisse espoirs le 30 mai 2021, face à l'Irlande. Il entre en jeu à la place de Kastriot Imeri et son équipe remporte la partie par deux buts à zéro.